# B.J. Whitmer
Benjamin Whitmer (nacido el 25 de enero de 1978) es un luchador profesional, entrenador y comentarista estadounidense más conocido por el nombre de B.J. Whitmer quien trabaja para All Elite Wrestling (AEW) como productor. Whitmer es muy conocido por su trabajo en Pro Wrestling NOAH (NOAH), Ring of Honor (ROH) y en el circuito independiente.
Whitmer ha sido cuatro veces Campeón Mundial en Parejas de ROH.

## Carrera

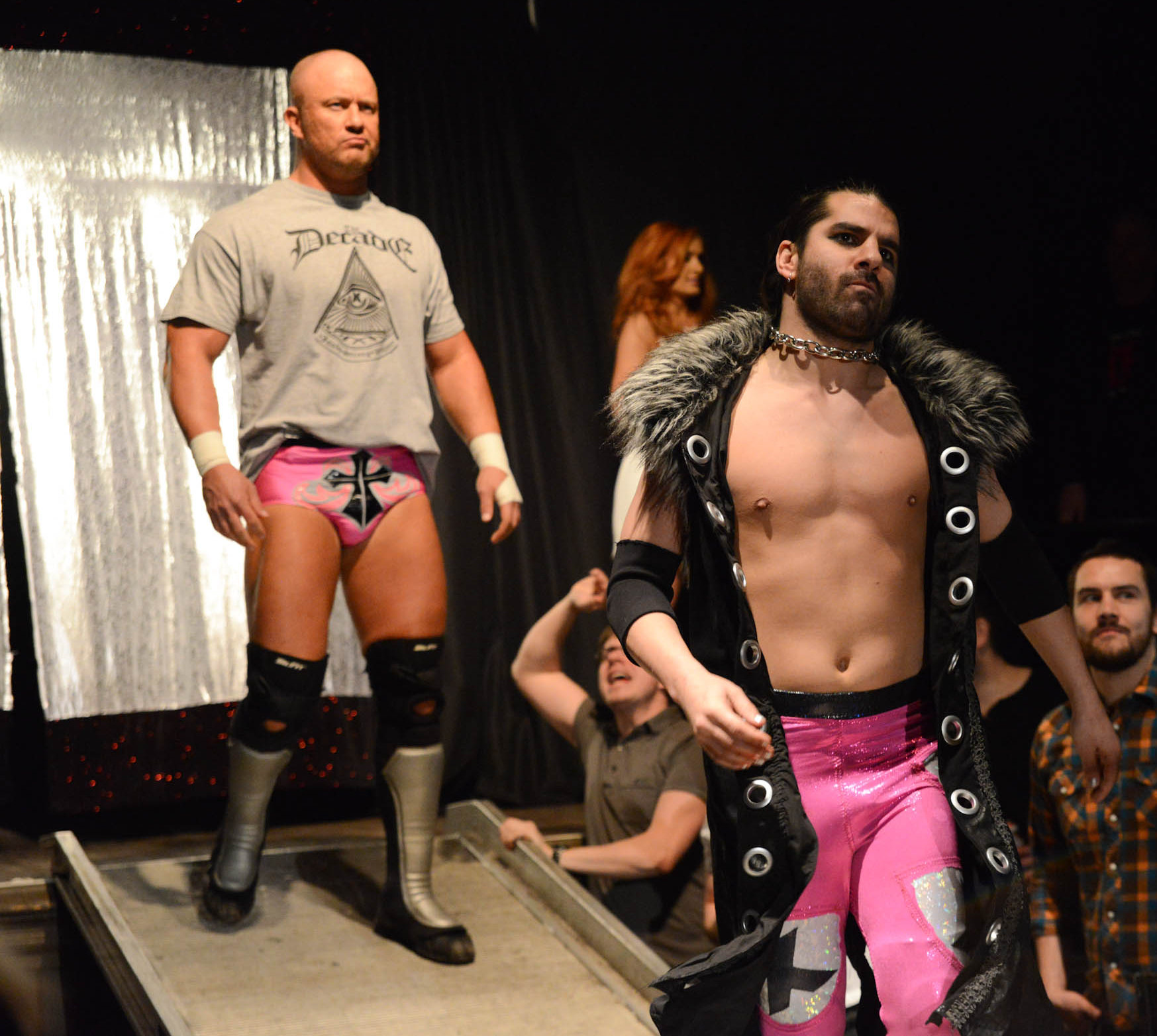
B.J. Whitmer y Jimmy Jacobs en "The Decade" en 2014, nombre elegido porque cuando se formó el equipo, los tres miembros originales (Whitmer, Jimmy Jacobs y Roderick Strong) habían estado asociados con ROH (Ring of Honor) durante diez años.

### Primeros años (2000-2005)
Whitmer fue entrenado por Les Thatcher y debutó el 23 de enero de 2000 en la Heartland Wrestling Association, con sede en Thatcher, Ohio. Whitmer se peleó con el "Ice Cream Man" Tony B. antes de formar un equipo con Jamie Knoble en 2002. El 8 de mayo de 2002 ganó el Campeonato de Peso Crucero al derrotar a Knoble, Shannon Moore y Matt Stryker en un combate de eliminación de cuatro hombres. Perdió el título ante Rory Fox el 10 de agosto.
Además del HWA, Whitmer también comenzó a actuar para Independent Wrestling Association Mid-South. Después de no tener éxito en ganar el torneo inaugural Sweet Science Sixteen y luego nuevamente en 2001, Whitmer ganó el ahora renombrado Ted Petty Invitational en 2002, así como el Torneo Revolution Strong Style ese mismo año. El 9 de abril de 2004, derrotó a Jerry Lynn en un combate de Iron Man de treinta minutos por el Heavyweight Championship, que mantuvo hasta el 29 de mayo, cuando fue derrotado por Petey Williams.
En junio de 2001, Whitmer realizó una gira por Japón con Pro Wrestling NOAH, haciendo equipo en varias ocasiones con sus compañeros gaijins Matt Murphy y 2 Cold Scorpio. Ingresó en el Torneo GHC Junior, pero fue eliminado por Tsuyoshi Kikuchi en su último partido en Japón el 21 de junio en Toyama, Toyama. Whitmer estuvo de gira con Noah una vez más en agosto y septiembre de 2005, perdiendo la mayoría de sus combates. Su última aparición en NOAH lo presentó por el Campeonato Mundial de ROH contra KENTA y el entonces campeón reinante Nigel McGuinness.

### Ring of Honor (2003-2008)
Whitmer debutó en Ring of Honor en enero de 2003 en Revenge on the Prophecy. Su primer combate importante fue una pelea con CM Punk en Epic Encounter el 12 de abril de 2003. El combate fue declarado sin competencia después de que Punk le dio a Whitmer un suplex alemán fuera del ring y a través de una mesa en el exterior, dejando a Punk aturdido y Whitmer conmocionó. Whitmer regresó el 31 de mayo, perdiendo ante Dan Maff, y el 14 de junio se unió al otro enemigo de Punk, Raven, para enfrentar a CM Punk y Colt Cabana en Night of The Grudges. Whitmer y Raven perdieron cuando Cabana cubrió a Whitmer, aparentemente resolviendo el problema.
Whitmer recuperó cierto impulso con una victoria en un combate de supervivencia en cuatro esquinas el 28 de junio en WrestleRave, y el 19 de julio en Death Before Dishonor, ganó otro combate de supervivencia en cuatro esquinas para convertirse en el contendiente número uno por el Campeonato Mundial de ROH en juego. Whitmer se enfrentó al actual campeón, Samoa Joe, en Wrath of the Racket el 9 de agosto, pero fue derrotado. Entre agosto y noviembre, Whitmer participó en el evento Field of Honor, en donde ganó su bloqueo pero perdió en la final ante Matt Stryker el 22 de diciembre en Final Battle.
Esa misma noche, CM Punk se enfrentó a Christopher Daniels, Dan Maff y Allison Danger, miembros de The Prophecy, un stable heel dirigido por Daniels, exigiendo saber cuál de ellos había atacado y dejado de lado a su novia y ayuda de cámara, Lucy, a principios de ese año. Estalló una pelea con The Prophecy por un lado y Punk y Colt Cabana por el otro. Whitmer luego se acercó al ring y anunció que había estado detrás del ataque, uniéndose a The Prophecy. Los eventos del 22 de diciembre llevaron a un enfrentamiento el 10 de enero de 2004 en The Battle Lines Are Drawn entre The Second City Saints (Punk, Cabana y Ace Steel) y The Prophecy (Daniels, Maff y Whitmer). El partido se convirtió en una pelea, y el árbitro declaró que no había competencia después de que Lucy regresó a ROH por una noche, abofeteando a Whitmer para vengarse. Después del combate, Punk lesionó a Daniels (en realidad, Daniels había firmado un contrato con Total Nonstop Action Wrestling) después de realizar Pepsi Plunge a través de una mesa, marcando la última aparición de Daniels en ROH hasta junio de 2005.
Whitmer y Maff continuaron trabajando juntos como The Prophecy, acompañados por Allison Danger, y lucharon con los Saints a principios de 2004. Derrotaron a los Saints por el Campeonato Mundial en Parejas de ROH en el Round Robin Challenge III el 15 de mayo, pero perdieron el título ante The Briscoes. Hermanos más tarde esa noche. El 12 de junio de 2004, en World Title Classic, Maff y Whitmer derrotaron a otros tres equipos en un partido de resistencia final de treinta y cinco minutos. Después del combate, Maff convenció a Whitmer para que descartara tanto el nombre de The Prophecy como los servicios gerenciales de Allison Danger, alegando que ya no necesitaban un líder o un gerente y que ambos hombres se pusieron de cara. Furioso por este giro de los acontecimientos, Danger posteriormente colocó una recompensa sobre las cabezas de Maff y Whitmer. Pasaron varios meses peleándose con equipos enviados por Danger, incluidos Slash Venom y Chicano y The Carnage Crew. El 26 de diciembre en Final Battle, derrotaron a Carnage Crew en una "Lucha sin honor", y se dieron la mano con sus oponentes después del partido. Sin embargo, Whitmer se lesionó el codo en el transcurso de la lucha y estuvo fuera de juego durante dos meses. Whitmer y Maff capturaron el Campeonato Mundial en Parejas de ROH por segunda vez el 19 de febrero de 2005, derrotando a los Havana Pitbulls.
Después de que Maff dejó ROH después de un altercado entre bastidores con Homicide, el título quedó vacante. Whitmer formó un nuevo equipo con Jimmy Jacobs y derrotó a Samoa Joe y Jay Lethal en un combate por el título vacante el 2 de abril. Perdieron el título ante The Carnage Crew el 9 de julio en Escape from New York, pero lo recuperaron dos semanas después. el 23 de julio en The Homecoming. El dúo volvió a perder el título, esta vez ante el equipo de Sal Rinauro y Tony Mamaluke, el 1 de octubre de 2005.
El 2 de octubre de 2005 en Unforgettable, Whitmer y Jacobs se unieron al gerente Lacey para convertirse en Lacey's Angels. En el lanzamiento en DVD de ROH de Hell Freezes Over, un segmento de video pilotado por Jimmy Jacobs reveló que Jacobs estaba realmente enamorado de Lacey. Centrándose más en su amor por Lacey que en su esfuerzo en los partidos, Jacobs le costó al equipo de Lacey's Angels (también acompañado por Adam Pearce por la noche) la victoria en Tag Wars. Jacobs también le costó a él y a Whitmer el título de parejas en la noche siguiente en Disensión contra los campeones Roderick Strong y Austin Aries. Después de esto, Whitmer se volvió hacia Jacobs. También se supo más adelante en el lanzamiento del DVD en un segmento de vídeo que Whitmer abandonó por completo a Lacey's Angels.
WHitmer sufrió una lesión en el tobillo debido a Jacobs y se mantuvo fuera de acción, pero apareció en Survival of the Fittest 2006 para atacar a Jacobs durante su combate con Colt Cabana contra Chris Hero y Claudio Castagnoli. Junto con Cabana y Daizee Haze, Whitmer comenzó a pelear con Lacey, Jacobs y su ejecutor contratado Brent Albright en una serie de enfrentamientos violentos, incluido uno en Final Battle, donde Albright puso a Whitmer a través de una mesa con una bomba de poder. La disputa continuó a principios de 2007, y vio a Whitmer realizar un superplex de explosión en Albright a través de una mesa en Nueva York el 16 de febrero.
El 23 de febrero de 2007, Whitmer perdió ante Takeshi Morishima en una lucha por el Campeonato Mundial de ROH en Dayton, Ohio. En septiembre de 2007, se alió con Brent Albright y Adam Pearce para formar The Hangmen Three (también escrito como The Hangm3n), que más tarde los vio ganar a Shane Hagadorn como su mánager. Mientras era miembro de The Hangmen Three, Whitmer participó en el Campeonato Mundial en Parejas de ROH en varias ocasiones con Pearce o Albright, pero no logró recuperar el título. 
En marzo de 2008, Albright y Pearce se unieron a Sweet 'n' Sour Inc., lo que llevó a Whitmer a abandonar The Hangmen Three. Más tarde ese mes, ROH anunció que Whitmer había renunciado a la empresa, elogiando su "inmensa contribución".

### Retiro y regreso (2008, 2011-2012)
Whitmer se retiró de la lucha profesional poco después de abandonar Ring of Honor en 2008. Sin embargo, Whitmer regresaría al ring el 19 de marzo de 2011, donde regresó a la Heartland Wrestling Association y derrotó a Gerome Phillips para ganar su segundo Campeonato de Peso Pesado, que sostuvo hasta perderlo ante Jesse Emerson el 27 de agosto. Al mes siguiente, se anunció que Whitmer iba a participar en el torneo TPI de Absolute Intense Wrestling, que no debe confundirse con el Ted Petty Invitational celebrado por Independent Wrestling Association Mid- Sur. Tim Donst lo eliminaría del torneo en las semifinales. El 9 de septiembre, Whitmer hizo su debut para Dragon Gate USA, compitiendo en un partido de eliminación de seis vías, que fue ganado por Brodie Lee. Una semana después, Whitmer regresó a la Independent Wrestling Association Mid-South y derrotó a Bucky Collins para ganar el vacante Campeonato de peso semipesado, que sostuvo hasta perderlo ante Collins el 14 de octubre. La primera aparición de pago por visión de Whitmer en Internet para Dragon Gate USA Tuvo lugar el 11 de noviembre en Revolt, donde derrotó a Vinny Marseglia. Dos días después, en Freedom Fight 2011, Whitmer fue derrotado por Brodie Lee en una lucha individual.

### Regreso en ROH (2012-2018)
El 17 de febrero de 2012, Whitmer regresó a ROH después de una ausencia de cuatro años, donde perdió ante el Campeón Mundial Televisivo de ROH Jay Lethal en un Proving Ground sin título. Después de esto, Whitmer se alió con Rhett Titus para pelear con Wrestling's Greatest Tag Team. Ambos equipos compitieron entre sí en Glory By Honor XI y una pelea callejera en Final Battle: Doomsday, donde Whitmer y Titus perdieron en ambos luchas, el segundo de los cuales vio a Haas arrojar a Whitmer a una mesa. Como resultado, Haas y Whitmer se enfrentaron en el 11th Anniversary Show en un No Holds Barred, que Whitmer ganó por decisión del árbitro. El 18 de mayo de 2013, Whitmer desafió sin éxito a Jay Briscoe por el Campeonato Mundial de ROH.
Después de eso, Whitmer trabajó como productor detrás del escenario y, a veces, como comentarista. El 19 de mayo de 2018, se convirtió en uno de los entrenadores en el Dojo de Baltimore. Sin embargo, Whitmer dejó la promoción el 20 de diciembre de 2018. Mencionó que la salida se redujo a ROH y no le permitió trabajar en el Performance Center de la WWE como entrenador invitado.

## Campeonatos y logros
- Absolute Intense Wrestling
  - AIW Intense Championship (1 vez)[9]
  - AIW Tag Team Championship (1 vez) – con Jimmy Jacobs[10]

- Heartland Wrestling Association
  - HWA Cruiserweight Championship (1 vez)[11]
  - HWA Heavyweight Championship (2 veces)[12]

- Independent Wrestling Association East Coast
  - IWA East Coast Heavyweight Championship (1 vez)[13]

- Independent Wrestling Association Mid-South
  - IWA Mid-South Heavyweight Championship (2 veces)[1][14]
  - IWA Mid-South Light Heavyweight Championship (1 vez)[15]
  - Revolution Strong Style Tournament (2002)[1]
  - Ted Petty Invitational (2002)[1]

- Mad Pro Wrestling
  - MPW Heavyweight Championship (1 vez)[16]

- New Breed Wrestling Association
  - NBWA Heavyweight Championship (1 vez)[17]

- Ring of Honor
  - ROH World Tag Team Championship (4 veces) – con Dan Maff (2) y Jimmy Jacobs (2)

- Pro Wrestling Illustrated
  - Situado en el N.º 458 en los PWI 500 de 2001
  - Situado en el N.º 239 en los PWI 500 de 2002
  - Situado en el N.º 218 en los PWI 500 de 2003
  - Situado en el N.º 198 en los PWI 500 de 2004
  - Situado en el N.º 207 en los PWI 500 de 2005
  - Situado en el N.º 218 en los PWI 500 de 2006
  - Situado en el N.º 118 en los PWI 500 de 2007
  - Situado en el N.º 152 en los PWI 500 de 2008
  - Situado en el N.º 251 en los PWI 500 de 2012
  - Situado en el N.º 172 en los PWI 500 de 2013
  - Situado en el N.º 160 en los PWI 500 de 2014
  - Situado en el N.º 172 en los PWI 500 de 2015[18]
  - Situado en el N.º 239 en los PWI 500 de 2016[19]